# 弗拉尼奥·绍什塔里奇
弗拉尼奥·绍什塔里奇（1919年8月1日—1975年8月27日），克罗地亚男子足球运动员，司职守门员。他曾代表南斯拉夫国奥队参加1948年夏季奥林匹克运动会足球比赛，获得一枚银牌。